# Gare de Saint-Michel-sur-Meurthe
Gare de Saint-Michel-sur-Meurthe vasútállomás Franciaországban, Saint-Michel-sur-Meurthe településen.

## Vasútvonalak
Az állomást az alábbi vasútvonalak érintik:
- Lunéville-Saint-Dié-vasútvonal

## Kapcsolódó állomások
A vasútállomáshoz az alábbi állomások vannak a legközelebb:
- Gare d’Étival-Clairefontaine
- Gare de Saint-Dié-des-Vosges